# Viva Litfiba
Viva Litfiba è la terza raccolta non ufficiale (in quanto non autorizzata dalla band) dei Litfiba pubblicata il 28 maggio 1997 dalla Warner Music Italy. L'album, come le raccolte pubblicate precedentemente, include unicamente brani incisi dal gruppo nel periodo passato con le etichette discografiche CGD/Warner.

## Tracce

### CD 1
1. El diablo[1] - 4:24
2. Bambino (Nuova Versione)[2] - 5:03
3. Corri (Nuova Versione)[2] - 4:02
4. Re del Silenzio[3] - 4:07
5. Maudit[4] - 4:54
6. Louisiana[5] - 5:30
7. Istanbul (Remix)[2] - 5:43
8. Dimmi il Nome[4] - 3:39
9. Linea d'ombra[2] - 3:06
10. Paname (Nuova Versione)[2] - 5:24
11. Amigo[5] - 3:20
12. Apapaia (Remix)[2] - 4:59
13. Ferito[3] - 4:25
14. Sotto il Vulcano[4] - 4:49
15. Resta[3] - 2:54

### CD 2
1. Cangaceiro[2] - 4:57
2. Proibito[1] - 3:48
3. Gira nel mio Cerchio[3] - 3:38
4. Prima guardia[4] - 4:56
5. Tex (Remix)[2] - 5:35
6. Oro Nero[3] - 3:45
7. Siamo Umani[1] - 4:07
8. Desaparecido[6] - 3:23
9. Resisti[1] - 4:46
10. Il volo[1] - 4:21
11. Eroi nel vento  (Nuova Versione)[2] - 3:29
12. Santiago[5] - 3:38
13. Fata Morgana[4] - 5:14
14. Il Vento (live)[7] - 4:48
15. Tequila (live)[7] - 1:42